# Dysstroma flavifusa
Dysstroma flavifusa là một loài bướm đêm trong họ Geometridae.